# Фальсификация итогов голосования
Фальсифика́ция ито́гов голосова́ния — изменение с корыстной целью результатов голосования на выборах или референдуме. 
Действия должностных лиц, ответственных за организацию выборов, членов избирательных комиссий и иных лиц, направленные на умышленную манипуляцию итогами голосования, классифицируются как преступные действия. Является одним из видов нарушений на выборах, а также методом узаконивания власти при имитационной демократии.

## Фальсификация выборов в государствах

### Постсоветское пространство
Список государств СНГ, обвинённых некоторыми в фальсификации итогов выборов:
- Кыргызстан[1]
- Казахстан[2]
- Беларусь[3][Комментарий 1]
- Таджикистан[4]
- Узбекистан[5]
- Туркменистан[6]
- Азербайджан[7]
- Россия[8][9][10]

#### В России
Фальсификация итогов голосования по российскому уголовному праву — преступление против конституционных прав и свобод граждан. Наиболее строгое наказание за фальсификацию итогов голосования по статьям 142 и 1421 Уголовного кодекса Российской Федерации — лишение свободы на срок от одного года до четырёх лет, однако на практике за это преступление обычно назначают условное осуждение с испытательным сроком.
Фальсификация итогов голосования достаточно редко встречается в российской судебной практике: известны только единичные случаи привлечения недобросовестных организаторов выборов (членов избирательных комиссий) и иных лиц к уголовной ответственности за нарушения процедуры голосования. Первый случай в судебной практике, получивший известность — осуждение Красночетайским районным судом 26 августа 2002 года шести должностных лиц трёх участковых избирательных комиссий на выборах Президента Чувашской Республики.
Внепарламентская оппозиция и независимые от властей СМИ[какие?] неоднократно обвиняли сотрудников избирательных комиссий в нарушениях на выборах.
В 2018 году результаты выборов губернатора Приморского края были аннулированы из-за выявленных фальсификаций (первоначально лидировал кандидат от КПРФ Андрей Ищенко, но позже победителем был объявлен действующий руководитель региона Андрей Тарасенко, что вызвало многочисленные протесты). На повторных выборах, проведённых в том же году (Андрей Ищенко и Андрей Тарасенко допущены к участию не были, а второй был отправлен в отставку со своего поста), губернатором был избран Олег Кожемяко.

### Комментарии
1. ↑  См. также «Протесты в Белоруссии (2020—2021)» и «Президентские выборы в Белоруссии (2020)».